# 大陰唇
大阴唇（Labia Majora）是女性生殖器的一部分。

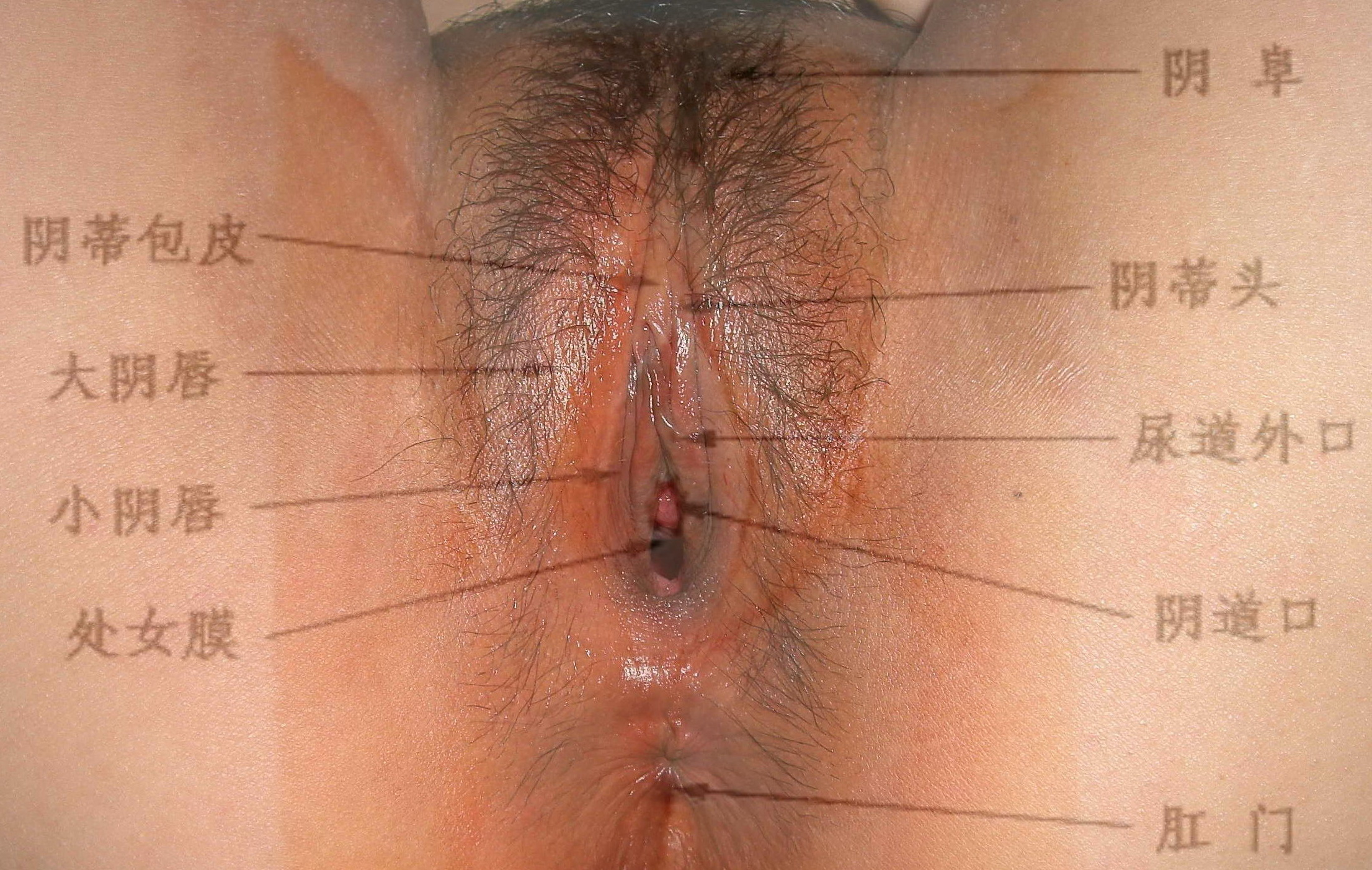
女性生殖器示意图

它位于两大腿内侧，是位于女阴两侧、阴阜下方的一对纵长的呈隆起状的皮肤皱襞，皮下含丰富的脂肪组织、弹性纤维及静脉丛，在会阴处相连合。大阴唇外侧面与附近皮肤相同，性成熟后表面多覆盖有阴毛，皮下富含汗腺及皮脂腺，有皮肤色素沉着，较周围皮肤颜色深。内侧面似粘膜常湿润。大阴唇分泌物相当旺盛。阴道口两侧大阴唇深部埋藏有前庭大腺。平时，大阴唇左、右两片自然闭合，以保护内部的小阴唇、尿道口、阴道口及盆腔器官，避免有害物入侵。内有特殊汗腺，散发的气味与腋下相同。

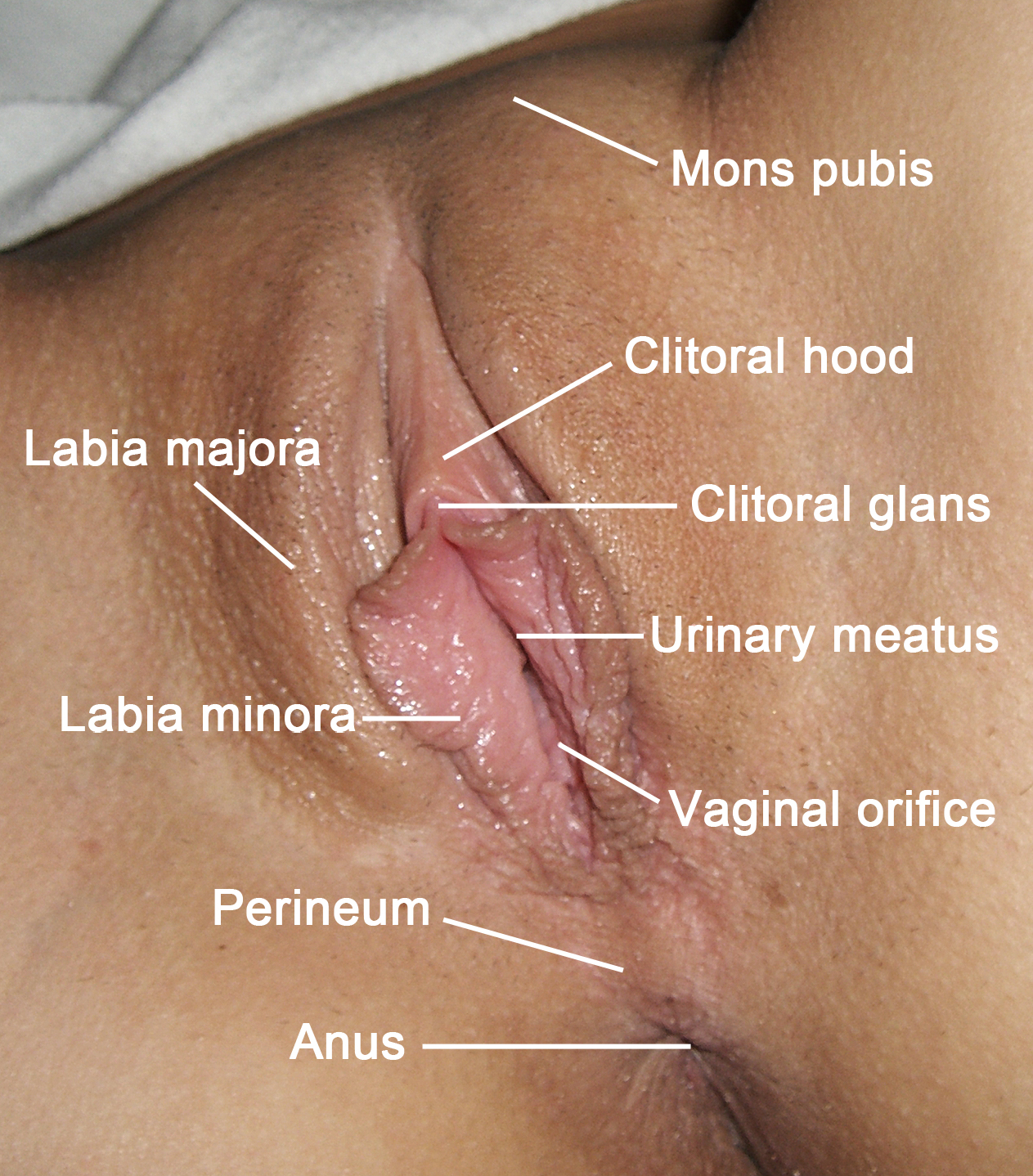
圖中的Labia majora為大陰唇